# Parafia Trójcy Świętej w Ciasnej
Parafia Trójcy Świętej w Ciasnej jest rzymskokatolicką parafią dekanatu Olesno diecezji opolskiej. Parafia została utworzona w 1964 roku. Mieści się przy ulicy Zjednoczenia. Prowadzą ją księża diecezjalni.